# Network-attached storage
NAS (англ. Network attached storage) — мережева система зберігання даних.

## Опис
NAS являє собою комп'ютер з певним дисковим масивом, під'єднаний до мережі Ethernet за протоколом TCP/IP. Часто диски в NAS з'єднані у RAID-масив. Кілька таких комп'ютерів можуть бути об'єднані в одну систему.
Забезпечують надійність зберігання даних, зручність доступу для багатьох користувачів, легкість в адмініструванні та масштабованість.
Пристрій NAS є окремим комп'ютером, який може бути побудований як на архітектурі x86, так і на основі RISC-процесорів.
Головним призначенням цього комп'ютера є надання сервісів для зберігання даних іншим пристроям у мережі. Операційна система та програми NAS забезпечують зберігання даних, файлової системи, доступ до файлів а також контроль над функціями системи.
Пристрій не призначено для виконання звичайних обчислювальних завдань, хоча на ньому можливе виконання інших програм.
Переважно пристрої NAS не мають монітора й клавіатури, керуються і конфігуруються ж вони через мережу, зазвичай за допомогою браузера, під'єднуючись до пристрою за його мережевою адресою.
Поширені так звані «міні-сервери», у котрих функції NAS поєднано з додатковими сервісами, наприклад: фотоальбом, медіа-центр, BitTorrent-клієнт, eMule, вебсервер тощо. Такі пристрої призначені, в першу чергу, для малих офісів, тому у них рідко встановюється понад 4 жорстких диски.
Головна перевага таких систем — низька вартість в порівнянні з повноцінними серверами, висока швидкість інтеграції. На збірку та конфігурування системи потрібно близько пів години.
Дуже часто, при зростанні компанії, потрібне нарощення дискового простору, управлінці зіштовхуються з вибором між серверами і NAS для звичайного доступу до файлів. В цьому випадку NAS мають перевагу не лише за ціною, але й за швидкістю введення у експлуатацію, простотою конфігурування, вартістю експлуатації. Використання електроенергії пристроями NAS на 90 % залежить від кількості і типу встановлених жорстких дисків, а уже потім — від вбудованого процесора й пам'яті.